# Paddy John
Paddy John (* 23. února 1990, Zwedru, Libérie) je nizozemský fotbalový útočník liberijského původu, který je momentálně bez angažmá.

## Život
V mládí odcestovala rodina s matkou Esther a bratry z Libérie do Nizozemska poté, co byl jeho otec zabit roku 1991 v občanské válce. Stejně jako jeho bratři Ola a Collins nastoupil do mládežnické fotbalové akademie FC Twente. Má také sestru Fate.

## Klubová kariéra
Svou profesionální kariéru zahájil v nizozemském klubu Heracles Almelo poté, co zde přestoupil z mládežnických týmů FC Twente. Následně hrál v klubech RKC Waalwijk a Fortuna Sittard. Sezónu 2011/12 strávil v třetiligovém německém celku VfL Osnabrück, kde odehrál 10 ligových zápasů, aniž by vstřelil branku. Po sezóně se vrátil do Nizozemska a zakotvil v klubu AGOVV Apeldoorn. Zde odehrál pouze necelou sezónu, klub totiž v lednu 2013 zkrachoval a všichni jeho profesionální fotbalisté se stali volnými hráči.

### Klubové statistiky
| Sezóna  | Klub            | Země       | Soutěž         | Zápasy | Góly |
| ------- | --------------- | ---------- | -------------- | ------ | ---- |
| 2008/09 | Heracles Almelo | Nizozemsko | Eredivisie     | 5      | 0    |
| 2009/10 | Heracles Almelo | Nizozemsko | Eredivisie     | 0      | 0    |
| 2010/11 | RKC Waalwijk    | Nizozemsko | Eerste Divisie | 9      | 1    |
| 2010/11 | Fortuna Sittard | Nizozemsko | Eerste Divisie | 14     | 2    |
| 2011/12 | VfL Osnabrück   | Německo    | Dritte Liga    | 10     | 0    |
| 2012/13 | AGOVV Apeldoorn | Nizozemsko | Eerste Divisie | 11     | 0    |
| Celkem  | Celkem          | Celkem     | Celkem         | 49     | 3    |